# Niki Belucci
Niki Belucci, egentligen Nikolett Pósán, född 10 mars 1983 i Budapest är en ungersk tidigare porrskådespelare och discjockey.
I ung ålder utförde hon gymnastik och hon vann ett antal medaljer i ungdomstävlingar innan hon la av på grund av skada. Hon började arbeta först som nakenmodell som 19-åring och senare som pornografisk skådespelerska. Belucci lämnade så småningom porrbranschen.
Belucci började sin karriär som discjockey 2003 och samarbetade med två andra ungerska discjockeys och gav sig ut på en turné som kallas "Orgasmic Tour" som var en hyllning till hennes vuxna karriär.